# Хитрово, Николай Михайлович (генерал от артиллерии)
Николай Михайлович Хитрово (1844—1909) — участник Русско-турецкой войны 1877—1878 годов, командир 6-го армейского корпуса, генерал от артиллерии.

## Биография
Николай Хитрово родился 10 августа 1844 года в старинной дворянской семье и был правнуком генерал-фельдмаршала светлейшего князя М. И. Кутузова-Смоленского, внуком генерал-майора Николая Захаровича Хитрово и сыном статского советника Михаила Николаевича Хитрово. Окончив Орловский Бахтина кадетский корпус и Михайловское артиллерийское училище, он 13 июля 1864 года поступил на военную службу в 1-ю резервную артиллерийскую бригаду с чином подпоручика, 8 октября 1866 года произведён в поручики, а 18 декабря 1867 года переведён с чином подпоручика в лейб-гвардии 1-ю артиллерийскую бригаду.
Продолжая службу в гвардейской артиллерии, Хитрово был произведён в поручики (30 августа 1870 года), штабс-капитаны (30 августа 1872 года), капитаны (27 марта 1877 года) и принял участие в Русско-турецкой войне 1877—1878 годов, получив за отличия ордена Святого Станислава и Святой Анны 2-й степени с мечами и Святого Владимира 4-й степени с мечами и бантом.
6 августа 1879 года Хитрово был произведён в полковники и назначен командиром 4-й батареи 1-й лейб-гвардии артиллерийской бригады, которой командовал в течение более 13 лет, а 8 марта 1893 года с производством в чин генерал-майора был назначен командиром 5-й резервной артиллерийской бригады.
С 13 октября 1898 года Хитрово командовал 2-й запасной артиллерийской бригадой, 5 декабря 1899 года был назначен исправляющим должность начальника артиллерии 10-го армейского корпуса и 1 апреля 1900 года с производством в генерал-лейтенанты был утверждён в занимаемой должности. С 18 января 1902 года по 7 августа 1903 года занимал пост начальника артиллерии Киевского военного округа, а затем был перемещён на должность начальника артиллерии Гвардейского корпуса.
18 марта 1906 года Хитрово стал командиром 6-го армейского корпуса (со штабом в Варшаве) и 6 декабря 1908 года был произведён в генералы от артиллерии. В этой должности он и скончался 17 ноября 1909 года в возрасте 65 лет и 5 декабря был исключён из списков умершим.
Хитрово был автором книги «Действия батарей лейб-гвардии 1-й артиллерийской бригады в Турецкую войну 1877—1878 гг.» (СПб., 1888).
Его брат Александр Михайлович Хитрово был генерал-лейтенантом и начальником артиллерии 13-го армейского корпуса.

## Награды
За свою службу Хитрово был награждён многими орденами, в их числе:
- Орден Святого Станислава 3-й степени (1871 год)
- Орден Святой Анны 3-й степени (1875 год)
- Орден Святого Станислава 2-й степени с мечами (1878 год)
- Орден Святого Владимира 4-й степени с мечами и бантом (1878 год)
- Орден Святой Анны 2-й степени (1878 год)
- Орден Святого Владимира 3-й степени (1883 год)
- Черногорский орден князя Даниила I 3-й степени (1886 год)
- Прусский орден Короны 2-й степени (1890 год)
- Орден Святого Станислава 1-й степени (1897 год)
- Орден Святой Анны 1-й степени (6 декабря 1904 года)